# Округ Џонсон (Небраска)
Округ Џонсон (енгл. Johnson County) је округ у америчкој савезној држави Небраска.

## Демографија
По попису из 2010. године број становника је 5.217, што је 729 (16,2%) становника више него 2000. године.
| Група             | 2000.         | 2010.         |
| Белци             | 4.167 (92,8%) | 4.355 (83,5%) |
| Афроамериканци    | 5 (0,1%)      | 278 (5,3%)    |
| Азијати           | 120 (2,7%)    | 71 (1,4%)     |
| Хиспаноамериканци | 129 (2,9%)    | 435 (8,3%)    |
| Укупно            | 4.488         | 5.217         |